# Benny Quick
Benny Quick, geboren als Rolf Müller (Essen, 31 december 1943 – Frankfurt am Main, 22 december 1999), was een Duitse pop- en schlagerzanger.

## Jeugd en opleiding
Rolf Müller werd geboren in Essen-Katernberg. Als scholier werd hij geïnspireerd door de actuele rock-'n-rollhits, die hij heimelijk beluisterde op de radio van zijn ouders. Vanaf het einde van de jaren 1950 trad hij met zijn gitaar op onder de naam Charly aus Essen met verschillende begeleidingsbands in feestzalen en dansclubs in het Ruhrgebied. Alhoewel de zanger nog niet meerderjarig was, won hij meerdere zangwedstrijden. De voor zijn talentenshows bekende conferencier Udo Werner bemiddelde de getalenteerde artiest in 1961 voor proefopnamen bij de gerenommeerde platenproducent Heinz Gietz in Keulen.

## Carrière
In 1962 produceerde Gietz, die de zanger de artiestennaam Benny Quick toekende, diens debuutsingle Motorbiene, die in november 1962 op het Columbia-label van Electrola verscheen. Het nummer ontwikkelde zich slechts tot een halbstarke-hymne en bereikte in de Duitse muziekparade slechts een 27e plaats. De Duitse tekst werd geschreven door Heinz Hellmer, opgeluisterd met motorgeluiden. De Engelstalige versie Motorcycle van Tico & the Triumphs (Paul Simon) plaatste zich in de Verenigde Staten een week op plaats 99 in de Billboard Hot 100. Benny Quicks Motorbiene behoort tegenwoordig tot de beste Duitstalige doowop-nummers en tot de evergreens van de Duitse schlager.
Met de daaropvolgende single Hello Josephine (Fats Domino) kon Benny Quick alsnog een bescheiden succesje boeken, maar in de hitparaden werd hij vereeuwigd als onehitwonder. Daarbij toonde de zanger zich steeds meer ontevreden over zijn platenfirma, waarvoor de zanger ook schlagers en alledaagse twist- en modedansnummers moest zingen. Ook met verdere Duitse coverversies van Amerikaanse popnummers kon Quick het succes van zijn debuut niet evenaren.
Na het uitvallen van bandleider Didi Zill nam Benny Quick in 1965 de muzikanten van de beatgroep Didi & His ABC-Boys over, die onder de naam The Shandios zijn permanente begeleidingsband werd. In hetzelfde jaar nam Quick met de band, waarin onder andere Friedl Kuhnke en Henk van der Horst meewerkten, voor Columbia Records het live muziekalbum Twens Top op. Het bevatte Duits- en Engelstalige coverversies van actuele hits van The Animals, The Beatles, Elvis Presley, Cliff Richard en The Shadows.
Nadat het platencontract bij Columbia was beëindigd, was Quick vooral live met zijn band succesvol. Er werd regelmatig opgetreden in lokaal Tante Olga in Duisburg en enkele malen in de Hamburgse Star-Club. Sinds de jaren 1970 werkte Quick als diskjockey in Frankfurt am Main en omgeving.
In 1979 werden Benny Quicks Columbia-nummers op een lp opnieuw uitgebracht. In het bijzonder de hit Motorbiene was sindsdien altijd weer een bestanddeel van oldie-samplers. Bovendien trad hij met het nummer in de jaren 1980 en 1990 weer in verschillende tv-shows op. In 1990 werd het ondertussen tot klassieker uitgeroepen nummer Motorbiene in de soundtrack van de succesvolle film Werner – Beinhart! gebruikt. In 1991 verschenen de complete Columbia-opnamen op cd.

## Privéleven en overlijden
Enkele uren voor zijn geplande huwelijk met zijn langjarige vriendin Susanne, pleegde Benny Quick zelfmoord op 22 december 1999. Zijn partner vond hem opgehangen, na een bezoek aan de kapper. Hij werd bijgezet op het kerkhof Westhausen in Frankfurt am Main.
Benny Quick werd 55 jaar.

## Discografie

### Singles
- 1962: Motorbiene / Denn du küßt so heiß (EMI Columbia)
- 1963: Hallo Josephine / Twistin’ Patricia (EMI Columbia)
- 1963: Twist um Mitternacht mit Susi / Der fremde traurige Boy (EMI Columbia)
- 1964: Jacky und Blacky / Twist-Girl und Limbo-Boy (EMI Columbia)
- 1964: California Sun / Summ, summ, summ (EMI Columbia)
- 1964: Pretty Woman / Hey Daisy, wirf die Schokolade weg (EMI Columbia)
- 1965: Yummie Yama Papa / Auch ohne Ring (EMI Columbia)
- 1965: Blieb bei mir, Babe / Wir gehen unsern Weg allein (EMI Columbia), met Petra Prinz
- 1967: Angelique, Du bringst mir Glück / Irgendwann fängt die Lieba an (Vogue)
- 1970: Tina / Das blonde Girl von nebenan (Cornet)
- 1987: 6509 (Six Five Zero Nine) (vocaal) / 6509 (instrumentaal) (ZYX Records)

### Lp's
- 1965: Twens Top – Eine Hitparade mit Benny Quick & seiner Twen-Band (EMI Columbia)
- 1979: Motorbiene (Bear Family Records)

### Cd's
- 1991: Motorbiene (Bear Family Records)

- Bibliothèque nationale de France: cb160735476 (data)
- Gemeinsame Normdatei: 134490223
- International Standard Name Identifier: 0000 0000 6311 7573
- Library of Congress Control Number: no2001006689
- MusicBrainz: ec9f0cc8-01a5-4f4c-afee-c1398f9e5444
- Virtual International Authority File: 4572782
- WorldCat: E39PBJp64yhv4cxtXhYGBPGT73